# Hyon
Pour les articles homonymes, voir Hyon (homonymie).
Hyon (picard: Iyon) est une section de la ville belge de Mons située en Région wallonne dans la province de Hainaut.
C'était une commune à part entière avant qu'elle ne fusionne le 1er janvier 1972 avec Mons.

## Géographie
Hyon est situé au sud de Mons.

## Évolution démographique
- 1540 : 41 feux ; 14 maisons
- 1801 : 586 habitants

- Sources : INS, Rem. : 1831 jusqu'en 1970 = recensements, 1976 = nombre d'habitants au 31 décembre.

## Histoire
Des légendes invérifiables font du Mont Panisel, qui domine le village (alt. 85 m.), un lieu de culte druidique. L’ancienne chaussée romaine Bavay-Asse-Utrecht passait au pied de cette colline. « La villa d'Hido (ou d'Odo) », telle serait l'origine étymologique du nom d'Hyon. La première mention de Hyon dans les sources écrites concerne son église et apparaît dans un extrait, daté des environs de 889, du polyptyque de l’abbaye de Lobbes dont elle relevait. L’actuelle église Saint-Martin, construite entre 1874 et 1876, remplace un précédent édifice bâti en 1527 (dont des sculptures subsistent dans le porche actuel), lui-même érigé sur des églises plus anciennes. Hyon, qui possède au XIIIe siècle au plus tard son maïeur et ses échevins, obtient une charte-loi en 1416. Arrosé par le By, la Wampe et la Trouille, le village, qui comprend d’importantes zones marécageuses, abrita plusieurs moulins (notamment le « Moulin-au-Bois » dont les substructions sont médiévales) et viviers, et fut résolument tourné vers l’agriculture jusqu’au XXe siècle, avant de devenir également une zone d’habitat résidentiel. Situé sur les hauteurs de la ville de Mons, toute proche, le village fut le lieu idéal choisi par plusieurs armées pour assiéger la capitale du Hainaut (1691, 1814) et, en conséquence, eut à subir de fréquentes destructions. Lors de la bataille de Mons, le 23 août 1914, divers combats se déroulèrent sur le territoire de la commune. C'est aussi par Hyon et Ciply que les troupes américaines entrèrent dans Mons lors de la Libération les 2 et 3 septembre 1944.

## Héraldique
|  | Le blason du village dérive de celui de la famille des Franeau de Gommegnies, seigneurs du lieu de 1577 à la fin de l'Ancien Régime. Une rue, une confrérie folklorique et un magasin perpétuent aujourd'hui le souvenir de la licorne, composante essentielle de ces armoiries. Issues de ce blason, les couleurs officielles d'Hyon, adoptées par les clubs sportifs ou les scouts, sont le rouge et le noir. Blasonnement : De gueules à une licorne assise, la queue relevée sur le flanc senestre, d'argent. - Arrêté royal : 15 mai 1949 |

## Politique et administration

### Liste des bourgmestres de 1830 à 1972
| Identité                                                  | Période | Période | Durée  | Étiquette |
| Identité                                                  | Début   | Fin     | Durée  | Étiquette |
| --------------------------------------------------------- | ------- | ------- | ------ | --------- |
| Auguste Houzeau de Lehaie (28 juillet 1832 - 20 mai 1922) | 1867    | 1878    | 11 ans |           |

## Patrimoine et culture

### Monuments et curiosités

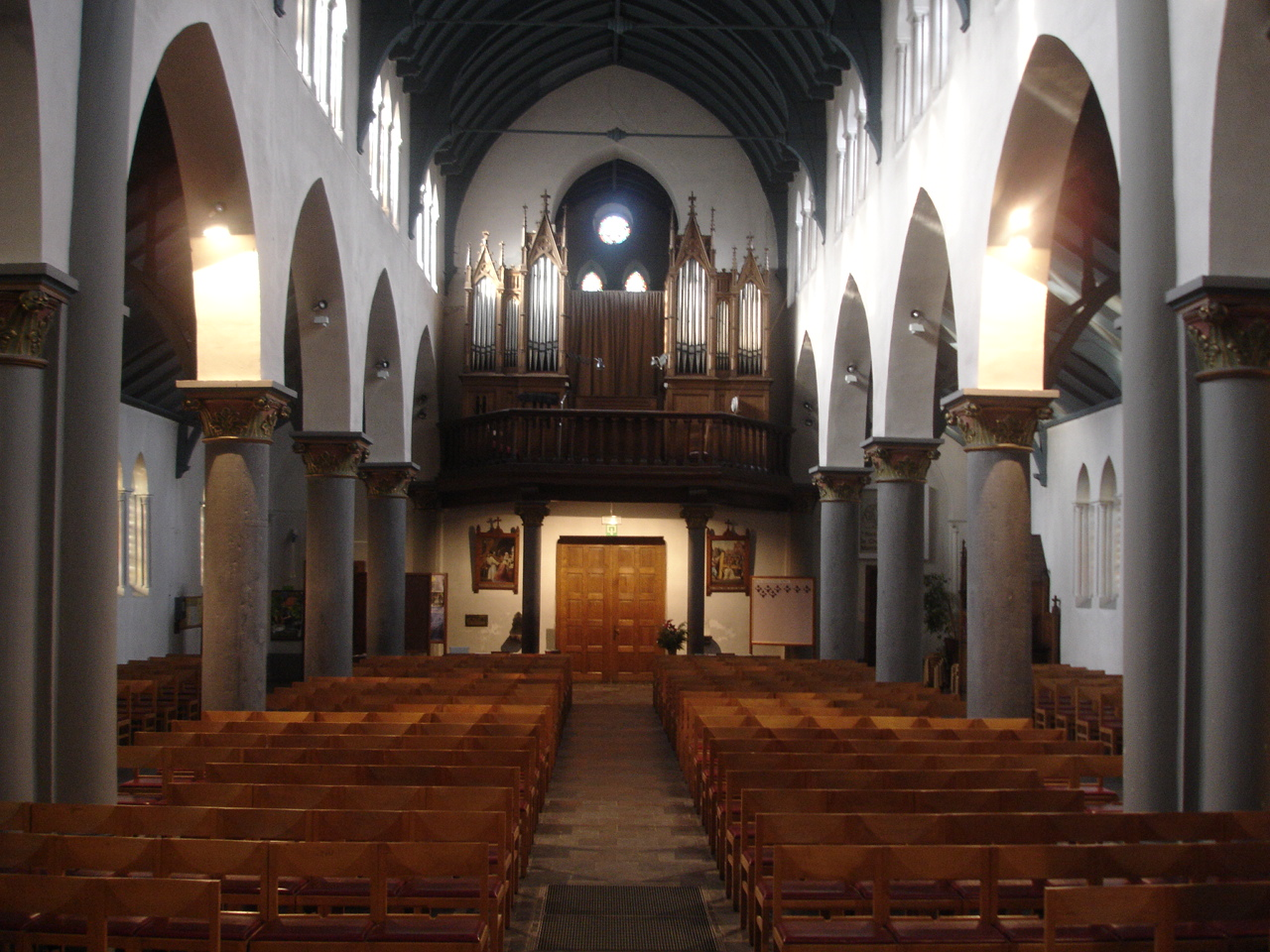
L'église Saint-Martin. Intérieur (1874-1876).

- L'église Saint-Martin. Édifiée entre 1874 et 1876 par l'architecte Eugène Carpentier, en style néo-gothique, elle succède à d'autres édifices dont certains éléments ont été réemployés (cuve baptismale du XIVe ou XVe siècle, culs-de-lampe du XVIe siècle dans le porche).
- Le « Moulin-au-Bois ». Pont-barrage au confluent de la Trouille et de la Wampe, attesté dès 1192, faisant autrefois partie de l'ancien moulin dit « Moulin-au-Bois ».
- Le « château », ample et élégante demeure de la première moitié du XIXe siècle (domaine privé). A été propriété de Louis Goffinet et de ses descendants jusqu'en 1979. Démoli peu après.
- L'ancienne gare de Hyon-Ciply, bel exemple d'architecture ferroviaire du début du XXe siècle, reconvertie en logements et magasins. Ce bâtiment a été endommagé par un incendie survenu le 3 avril 2007.
- Plusieurs maisons ou fermes des XVIIIe et XIXe siècles.
- L'Arbre de la liberté, tilleul majestueux planté à la fin du XVIIIe siècle par les Révolutionnaires au sommet du Mont Panisel. Cette très vieille colline, datant de l'Eocène, ainsi que ses alentours - notamment le chemin de Bethléem, allusion à l'abbaye de Bélian à Mesvin - offrent de belles possibilités de promenade.
- La petite (2,3 ha) réserve naturelle « Les prés du village » (accès uniquement sur rendez-vous).

### Culture

#### Folklore
Fête de la Saint-Fiacre, patron des maraîchers (30 août), qui se tient le dernier week-end du mois d'août.

## Galerie

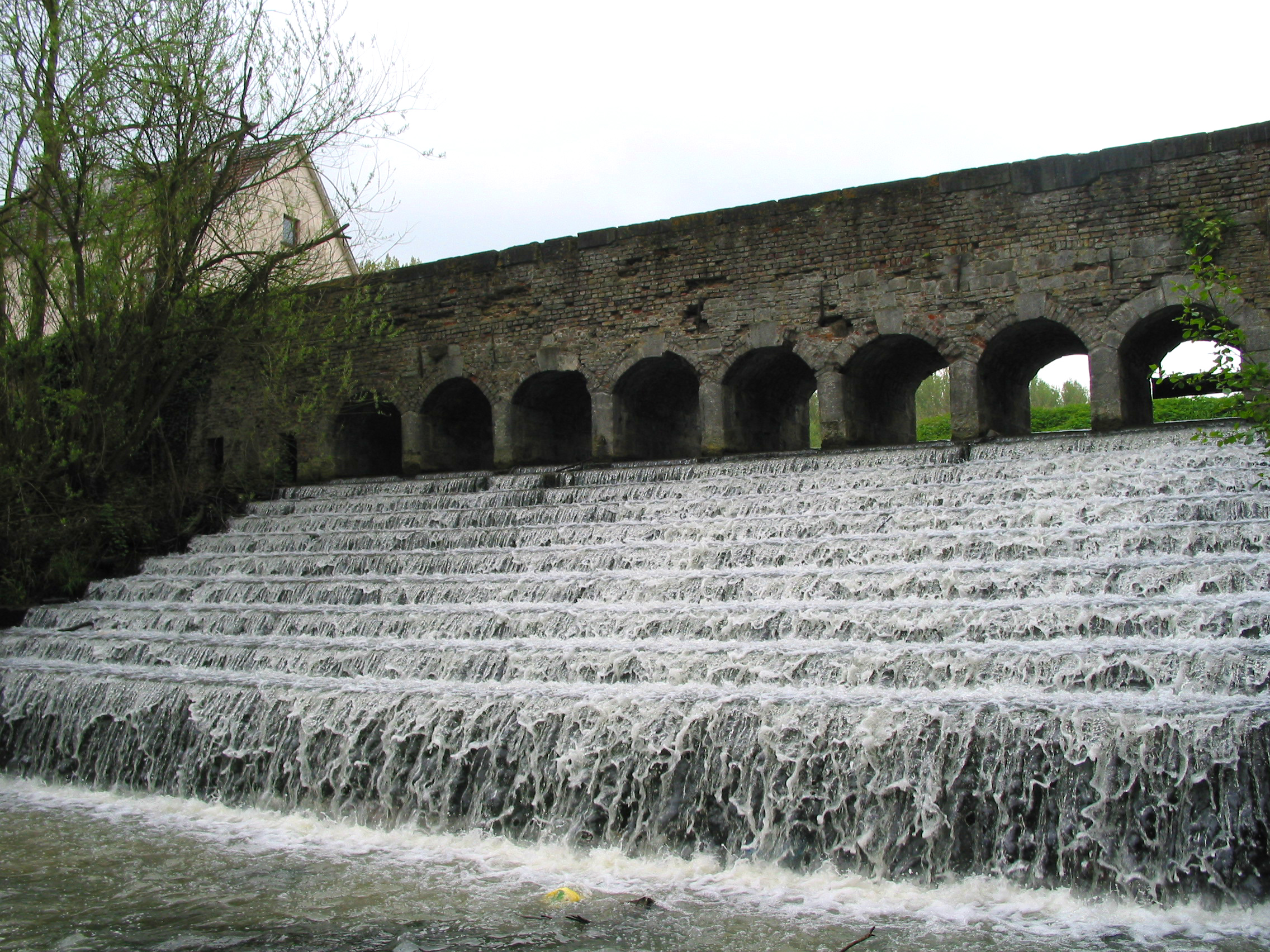
Le pont-barrage sur la Trouille (XVIe siècle).
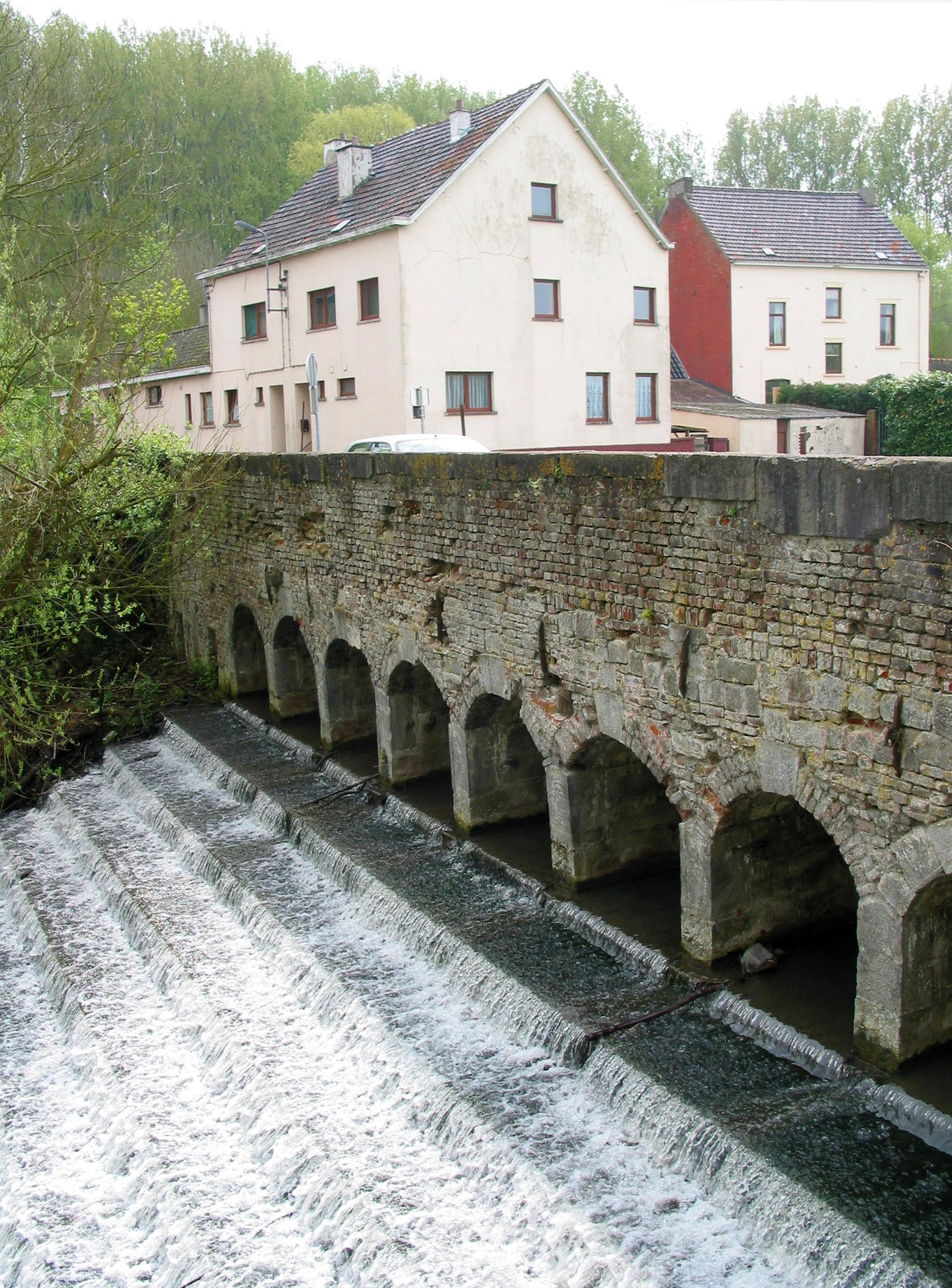
Le pont-barrage.
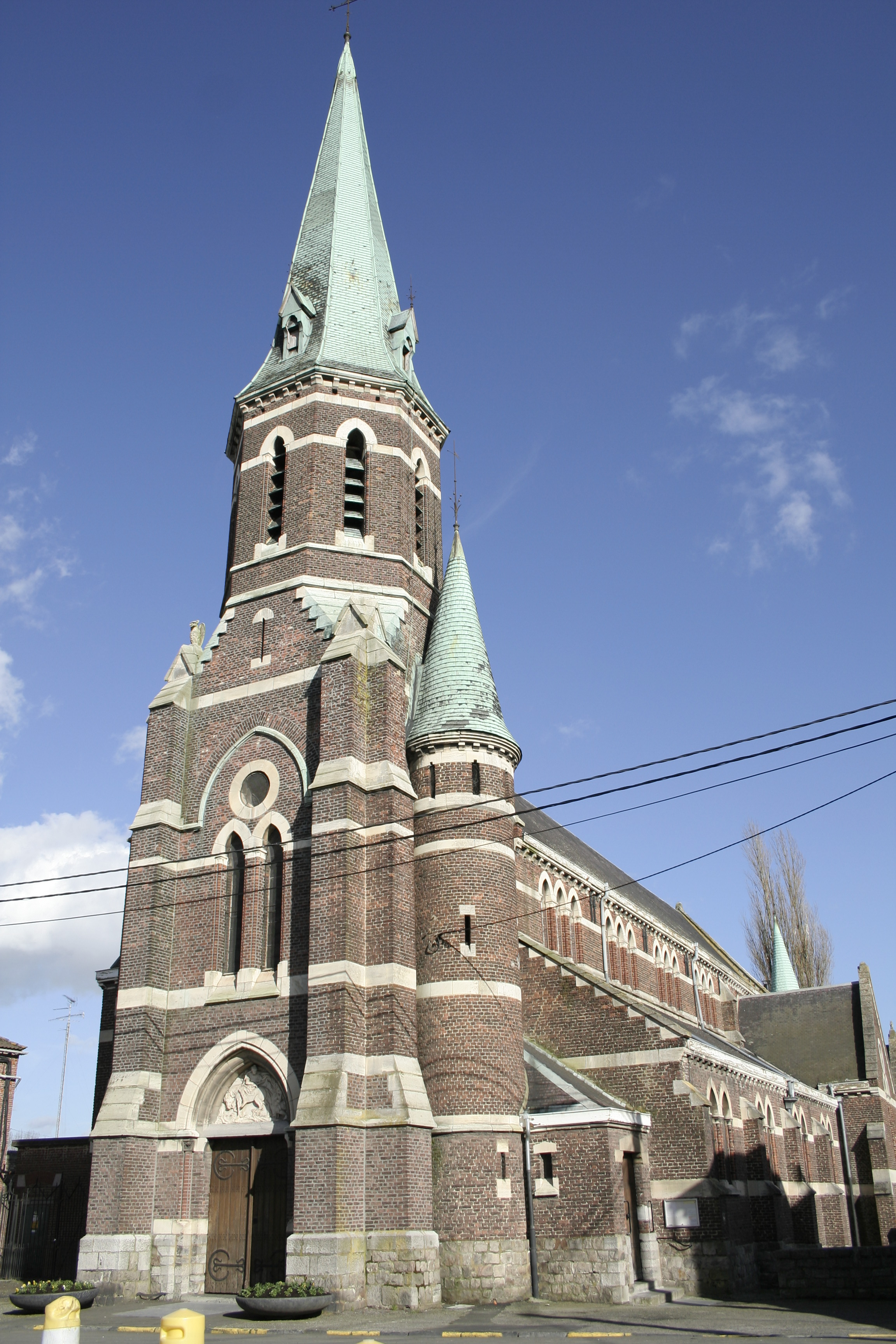
L'église Saint-Martin (1874-1876).
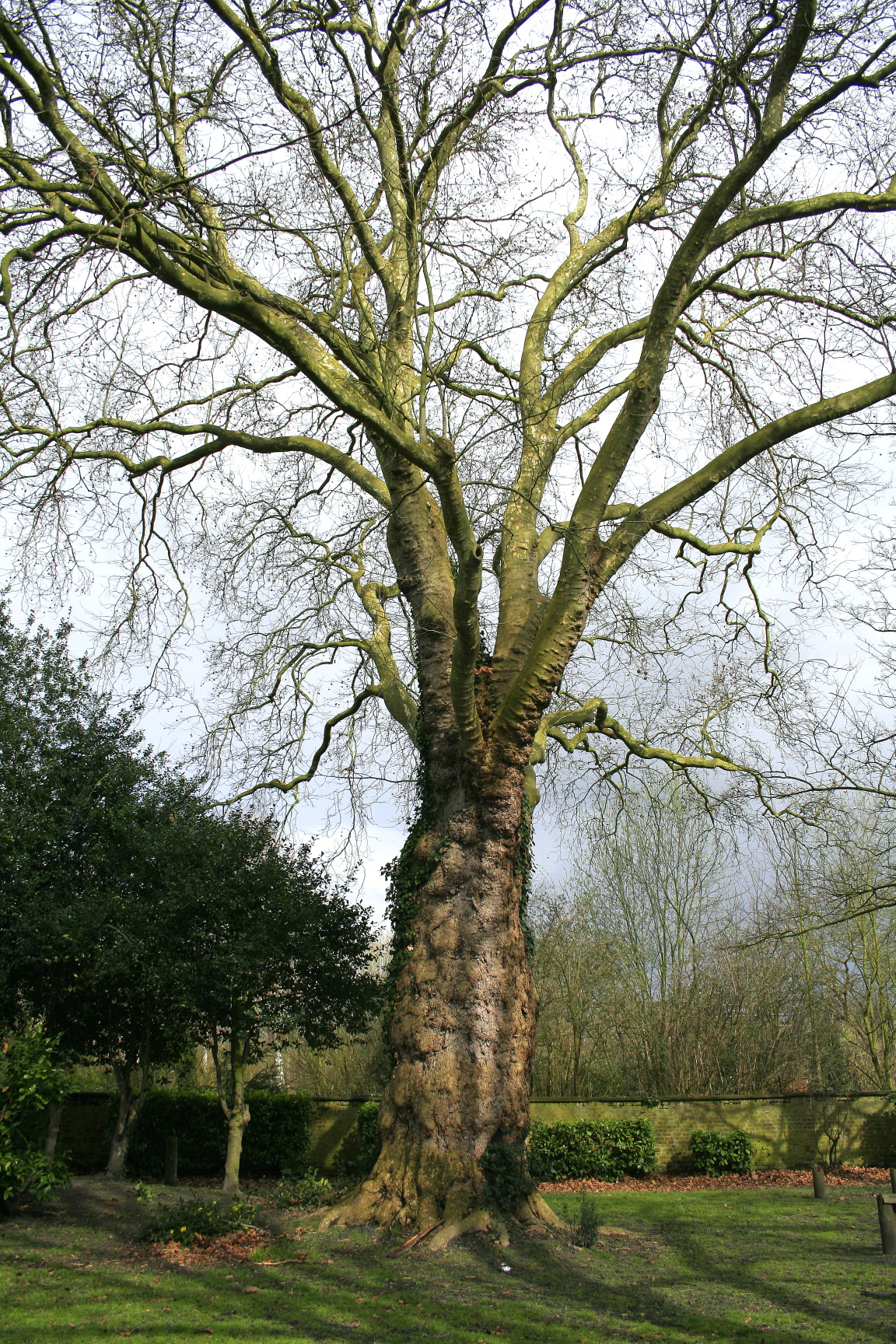
Platane remarquable du parc communal.
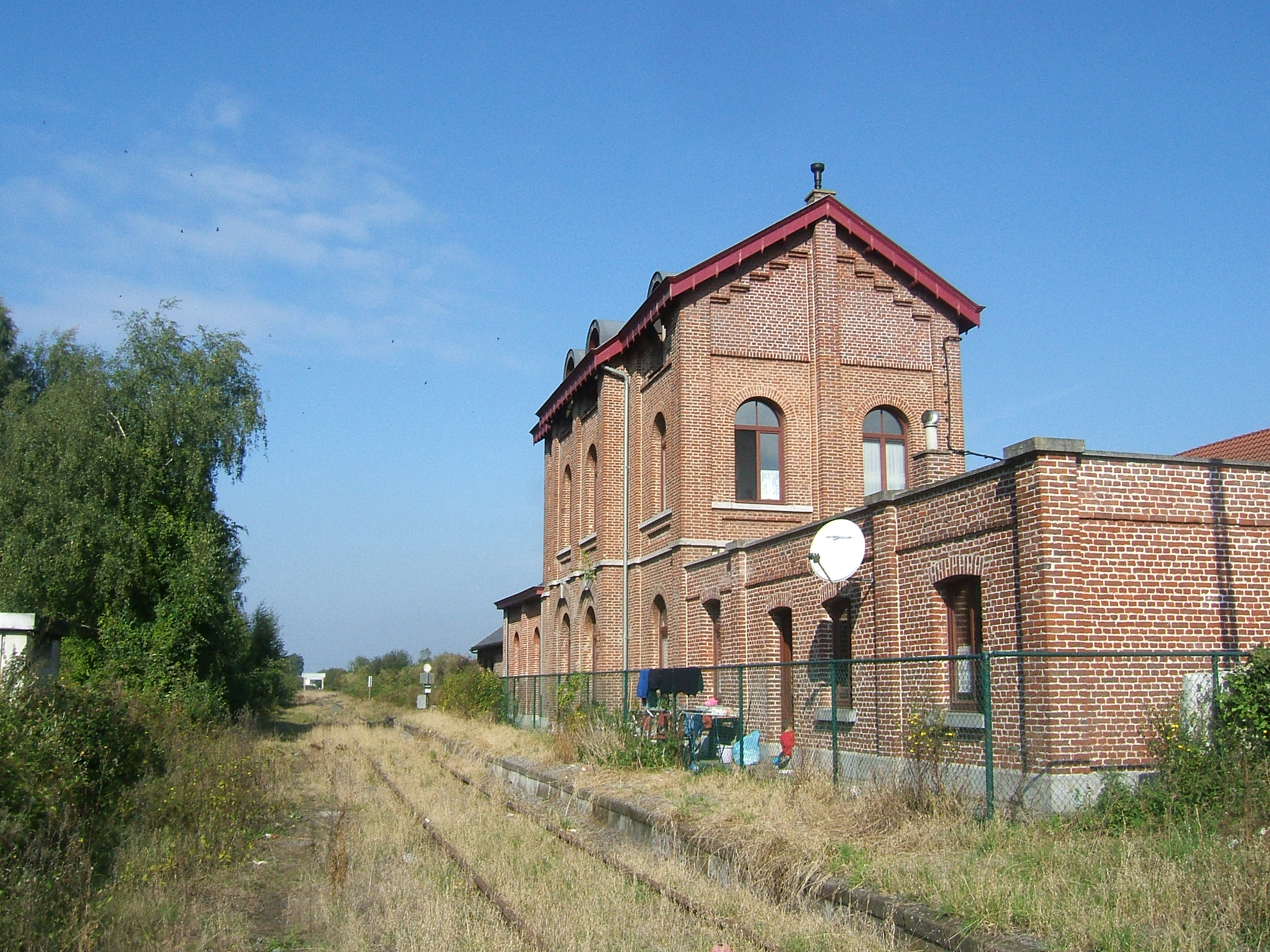
L'ancienne gare d'Hyon.
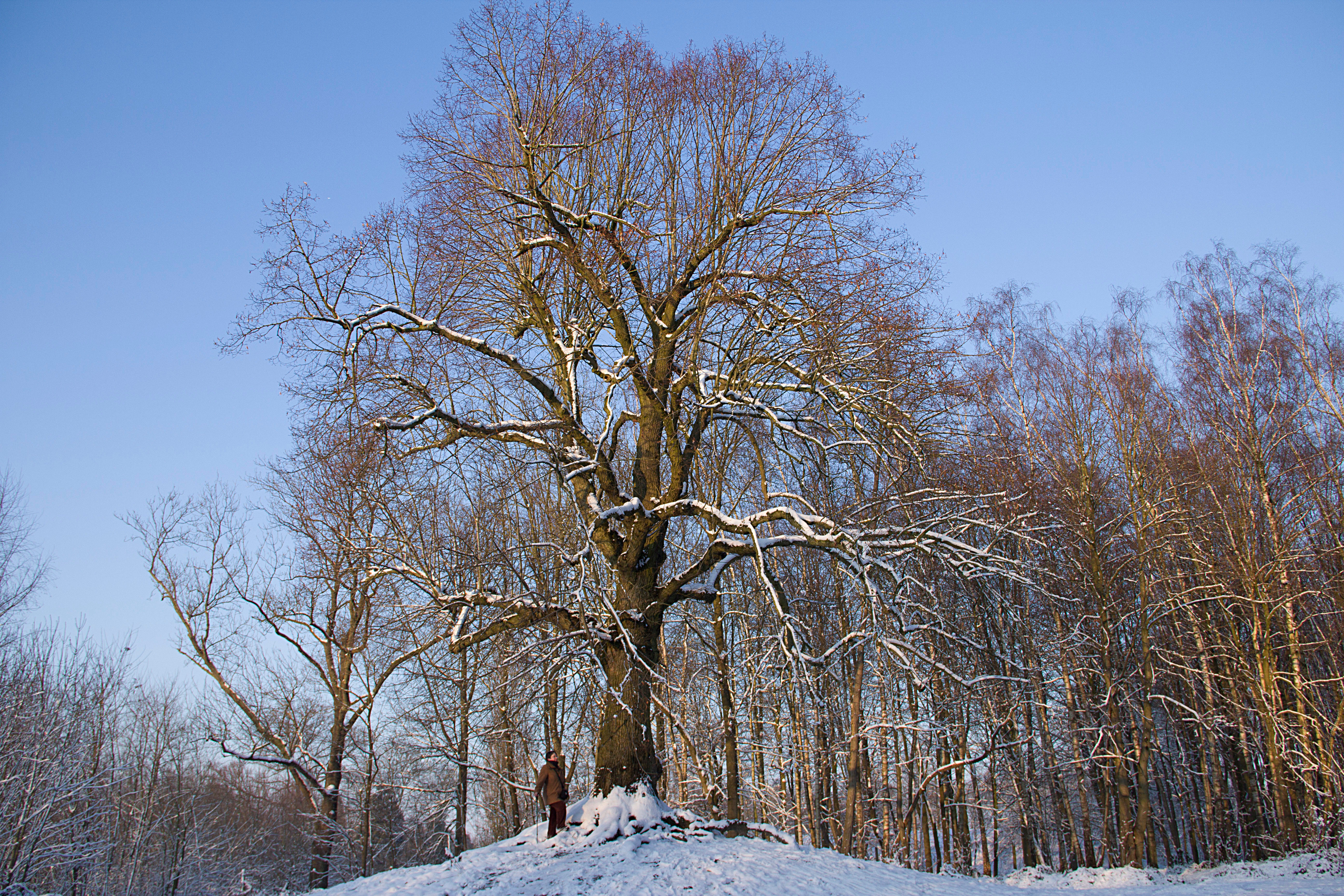
L'arbre de la liberté planté sur le mont Bois Là-Haut à la fin du XVIIIe siècle.
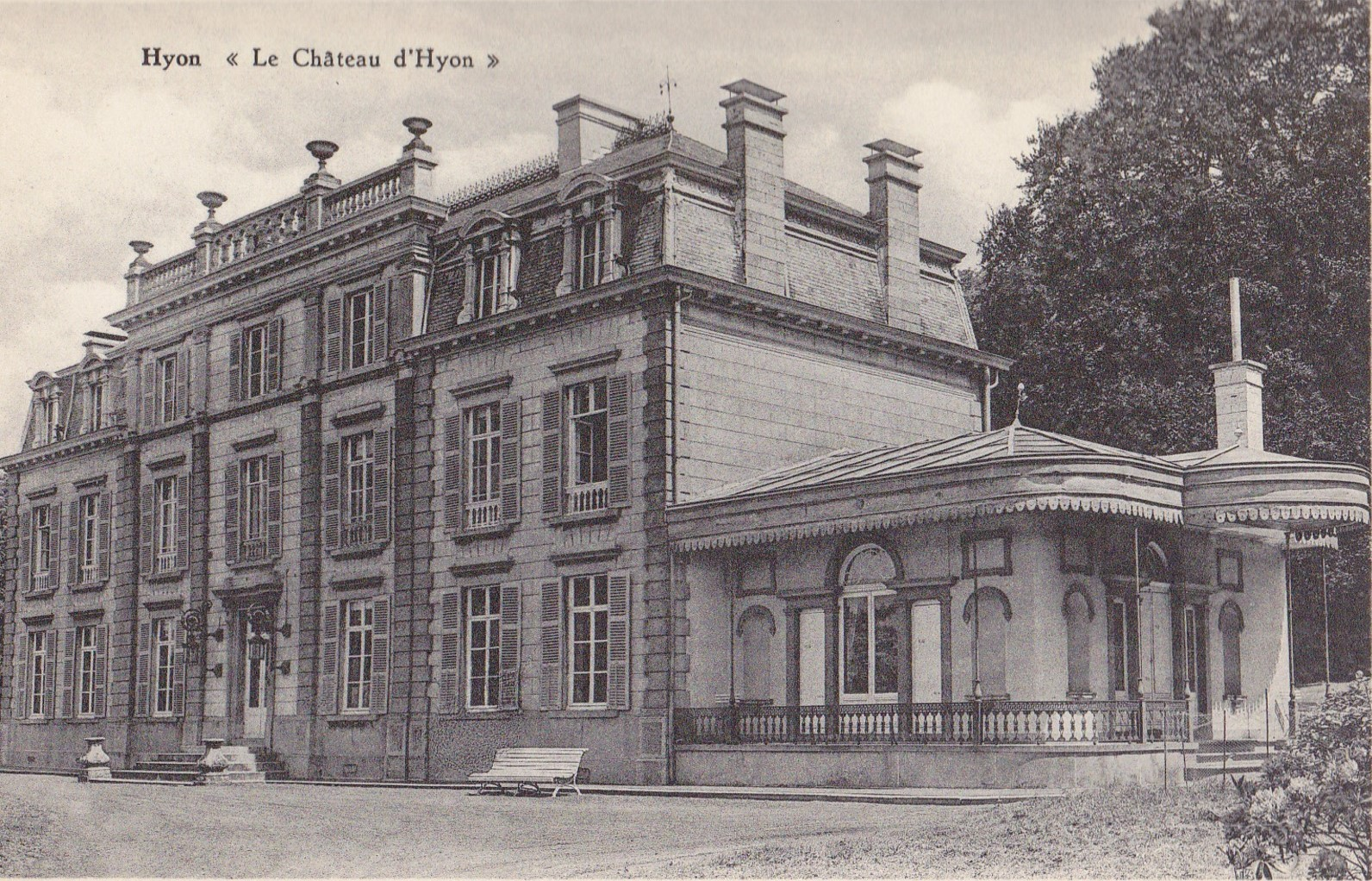
Château d'Hyon.

## Sports et vie associative

### Sports
- Fondé à la fin de l'année 1969, l'AEDEC (« Anciens élèves des écoles communales ») Hyon participe aux compétitions provinciales de football et de tennis de table.
- Fondé en 1974, le Tennis Club du Coloma fut implanté sur un terrain paroissial où s'élevait autrefois la résidence de campagne des Jésuites de Mons.

## Personnalités originaires d'Hyon
- Jean-Claude Carpentier (1942-2006), bourgmestre (PS) faisant fonction de Mons.
- Paul Heupgen (1868-1949), avocat, magistrat, historiographe et folkloriste de Mons.
- Charles Soudain de Niederwerth (1743-1831), militaire dans l'armée autrichienne. Il se distingua particulièrement par sa bravoure lors de la bataille de Marengo et obtint le grade de général (1805).